# Roslagspilen
Roslagspilen är en tänkt pendeltågslinje mellan Stockholm och Åkersberga.
Önskemål om realisering av linjen har väckts i en motion från 2006 i Sveriges riksdag och en förstudie om linjen har gjorts av Banverket.
Förstudien skall fastställa vilken form av spårbunden kollektivtrafik som gör mest nytta för kommunerna i Stockholms nordöstra del. De berörda kommunerna är Danderyd, Täby, Österåker, Vallentuna och Norrtälje. Det som har utretts är antingen en ny pendeltågsgren från Solna upp mot Täby/Åkersberga/Norrtälje, tunnelbanegren till Täby eller upprustning av Roslagsbanan som eventuellt kan förlängas in till city.

## Sammanfattning av förstudien

### De utredda alternativen
Totalt utreddes sju stycken alternativ. Alternativ 1 (kallat UA1) var att dra en pendeltågslinje från Solna till Arninge, UA2 var en förlängd version till Åkersberga och UA3 var en ytterligare förlängd linje upp till Norrtälje. UA4 var att dra den gröna tunnelbanelinjen från Odenplan till Arninge (via Solna) och UA5 var en förlängning av tunnelbanans Mörbygren mot Arninge på den röda linjen. Det sjätte alternativet, UA6 och UA7 hade som gemensamt att rusta upp Roslagsbanan så att den ökar bekvämligheten för resenärerna och öka turtätheten för att tillfredsställa ännu fler resenärer. UA7 däremot innehöll en förlängning från Östra station in mot centrala Stockholm.

### Slutsatser
Utredningen fastställde att pendeltåg mellan Solna och Åkersberga vore det bästa alternativet. Att endast dra den till Arninge eller att förlänga från Åkersberga mot Norrtälje ansågs inte svara upp mot investeringskostnaderna. Däremot är inte avsikten att ansluta linjen till det övriga pendeltågsnätet (via Citybanans tunnel) utan dra linjen via ytspår vidare in mot Stockholms innerstad, detta för att uppnå målet om en "långsiktig och robust lösning". Detta för att kapaciteten på Citybanan inte skall överskridas. I alternativet med en tunnelbana kom man i utredningen fram till att endast en linje upp mot Arninge inte skulle uppnå bekvämlighetsmålen på grund av för hög trängsel. Ett kombinationsalternativ skulle därmed uppfylla de målen. Vad gäller alternativen angående Roslagsbanan slår utredningen fast att ännu en utredning bör göras för att kunna fastställa trafiknytta och dylikt.